# Křižínkov
Křižínkov (en allemand : Krischinkow) est une commune du district de Brno-Campagne, dans la région de Moravie-du-Sud, en République tchèque. Sa population s'élevait à 226 habitants en 2020.

## Géographie
Křižínkov se trouve à 6 km au nord-est de Velká Bíteš, à 29 km à l'ouest-nord-ouest de Brno et à 157 km à l'est-sud-est de Prague.
La commune est limitée par Březské au nord-ouest et au nord, par Katov à l'est, et par Křoví au sud et au sud-ouest.

## Histoire
La première mention écrite de la localité date de 1309.